# Kaoz Lucha Libre
KAOZ Lucha Libre, eller bara KAOZ är ett lucha libre-förbund grundat 2018 i Monterrey av Alfonso Botello. De arrangerar evenemang i Monterrey och runt om i Regiomontana-området i Mexiko och är det ledande förbundet inom lucha libre i norra Mexiko. De uppmärksammades 2020 då de tidigt fortsatte att arrangera evenemang trots Coronaviruspandemin 2019–2021. Dessa gick av stapeln inför tomma läktare och såldes online via så kallade pay-per-views. I juli 2020 påbörjades byggandet av Centro Alto Rendimiento i Monterrey, en träningsanläggning för förbundets fribrottare samt framtida högkvarter för företaget.
KAOZ Lucha Libre har ett nära samarbete med Lucha Libre AAA Worldwide och brottare under kontrakt med något av förbunden kan fritt brottas på det andra förbundets evenemang.